# Szemszín

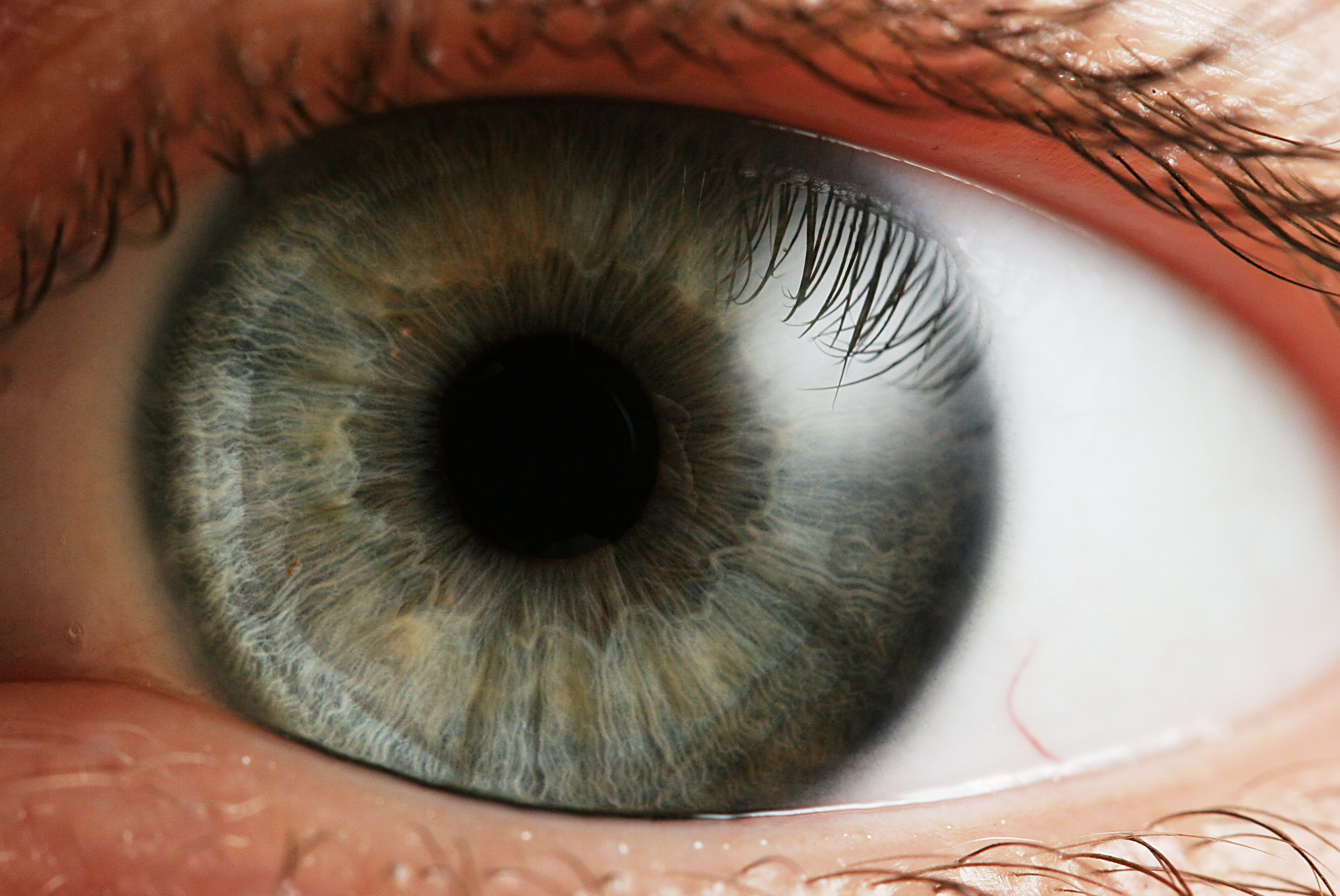
Az ember szivárványhártyája

A szemszín egy jelentős részben genetikailag meghatározott külső tulajdonság, a szem szivárványhártyájának (iris) látható színe. Bár korábban azt hitték, hogy a tulajdonságot egyetlen gén öröklődése határozza meg, ez az elmélet mára már megdőlt, ahogyan az is, hogy a barna és kék szemszínért ugyanannak a génnek a domináns és recesszív allélja felelős. Öröklődése meglehetősen bonyolult rendszerben, többgénes formában történik, amelyben legkevesebb 15 gén vesz részt, a tényleges szemszín kialakításáért pedig az irisnek több különböző szerkezeti eleme egyszerre felelős.
A szemszínek változatos előfordulását jelzi az a tény is, hogy az "iris" (görög - Ίρις, latinosan iris) szó szivárványt jelent, amelyet a szem ezen részének magyar elnevezése is híven tükröz (szivárványhártya).

## Szemszínek

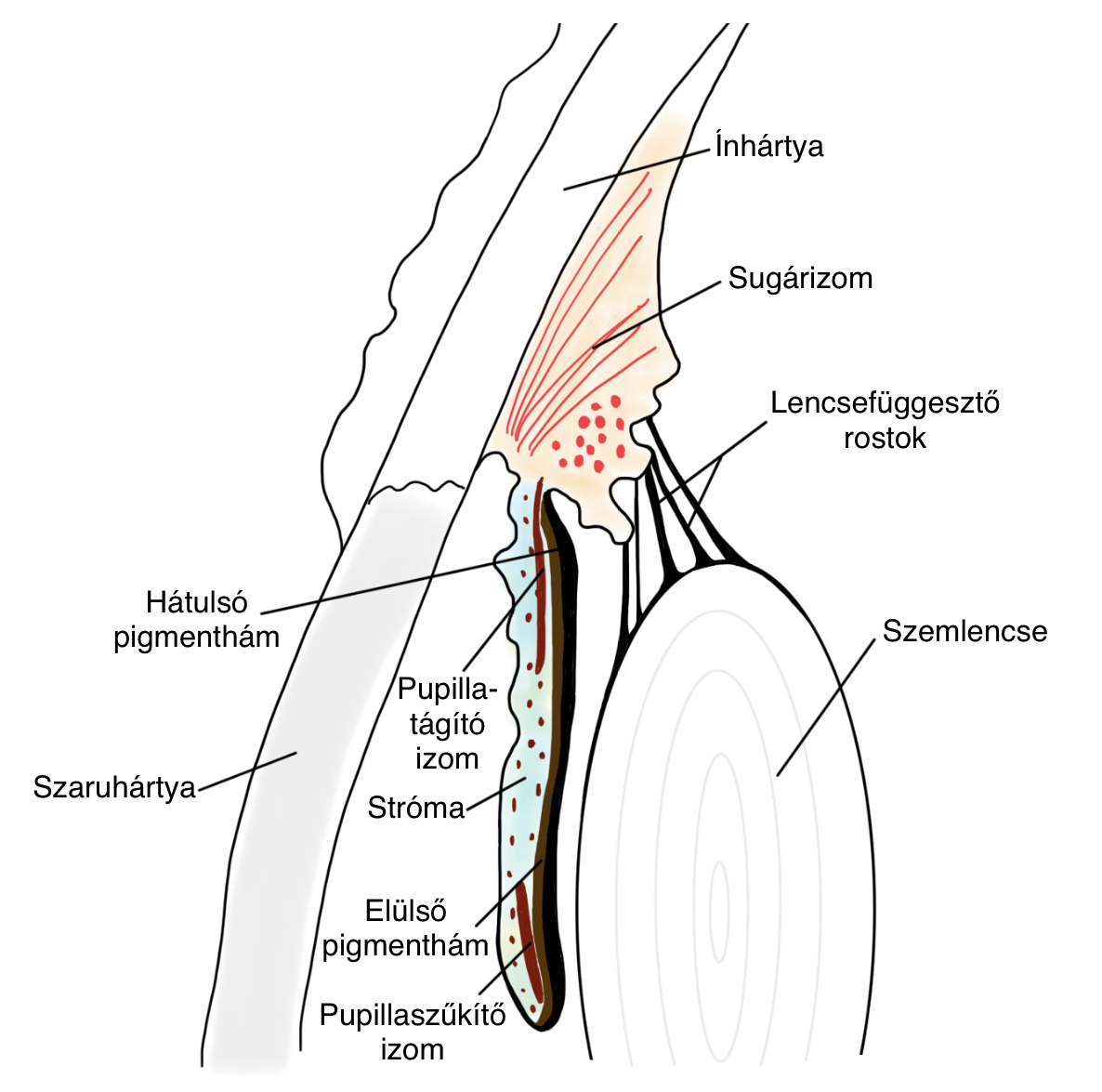
A szivárványhártya szerkezete

A szivárványhártya színezetét alapvetően annak három tulajdonsága határozza meg: a festékanyag mennyisége az elülső és hátulsó pigmenthám rétegben, az iris külső rostjainak szerkezete, redőzöttsége, valamint a stroma iridis nevű, lazarostos kötőszöveti réteg vastagsága és vérellátása. A stróma kollagén rostban gazdag terében, ahol a pupillatágító és -szűkítő izmok is találhatók, jelentős fényszóródás (Tyndall-jelenség) zajlik, amelynek mértéke a kék és zöld árnyalatok megjelenését befolyásolja. A szemszín tehát a festékanyag mennyiségének, valamint a szivárványhártya különböző szerkezeti elemein való fénytörési és fényszóródási jelenségeknek az együttes hatására alakul ki.
Mivel sok tényező befolyásolja, a szemszín az ember élete során jelentősen változhat. Az újszülöttek szivárványhártyája általában gyengén pigmentált, a genetikailag meghatározott melanin (és esetleg lipokróm) tartalom általában hároméves korra alakul ki, így ezt követően beszélhetünk nagyjából végleges szemszínről. Ezzel együtt betegségek, traumatikus események és egyéb, fiziológiai változással járó helyzetek későbbi életszakaszokban is eredményezhetnek változást egy egyén szemszínében.
A szemszínek elkülönítésére, típusokba sorolására számos különböző skála létezik. Ezek közül a legrészletesebb a Martin-Schultz-féle skála, amelyben összesen 20 kategóriát állapítottak meg. Az antropológiai tanulmányokban általában ezt a skálát alkalmazzák.
A hétköznapi gyakorlatban azonban hét szemszíntípust szokás megkülönböztetni (a melanin mennyisége szerint növekvő sorrendben):
- albínó
- szürke
- kék
- zöld
- arany
- barna
- fekete

### Albínó szem
Az albinizmus egyik velejárója, hogy a melanin termelés részleges vagy teljes hiánya miatt a szivárványhártya pigmenthám rétegében a melanin elenyésző mennyiségű vagy teljesen hiányzik. Ezáltal az iris teljesen átlátszó és részben a stróma erezete, részben a szem érhártyája válik láthatóvá és színezi pirosra a szemet.

### Szürke szem
A szürke a kék szemszín egyik világosabb árnyalata, amelynek megjelenését gyakran a stróma nagyobb kollagén tartalmával magyarázzák, amely a pigmenthámról visszavert fény szóródását megváltoztatja.
A szürke szem előfordulása Észak- és Kelet-Európában, valamint az Észak-Balkánon és Északnyugat-Afrika egyes részein a legelterjedtebb.

### Kék szem

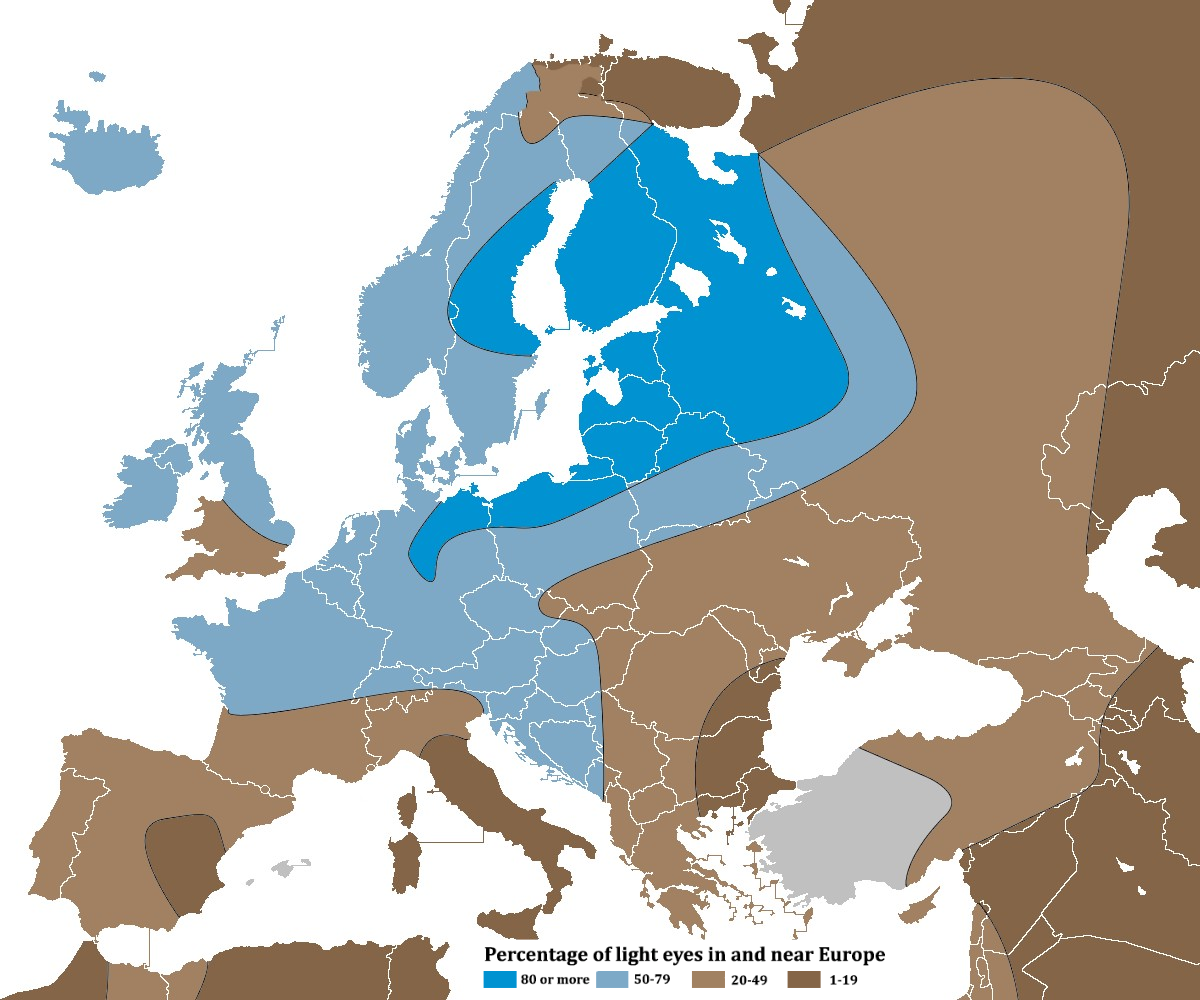
Világos szemszínűek aránya Európában a 2000-es években, a bevándorlást figyelmen kívül hagyva
80+
50–79
20–49
1–19

Egy 2008-as dán kutatás szerint a kék szem egy genetikai mutáció eredménye, ami 6-10 ezer évvel ezelőtt ment végbe, eszerint minden ember, akinek kék a szeme, egy közös ősre lenne visszavezethető, aki ebben a korban élt és a barna szemszíne mutálódott. Ez az elmélet azonban megdőlt, mióta kiderült, hogy a szemszín öröklődésének fenotipikus jellegeiért legalább 15 gén együttes hatása felelős.
A kék szem előfordulása Európában, illetve és Amerika, Kanada és Ausztrália európai eredetű lakosságában a legnagyobb. Skandináviában 80%, Nagy-Britanniában 50% feletti ez az arány. A kék szem foltokban megtalálható Észak-Afrikában, Irán és Pakisztán és Kasmír területén is.
Maga a kék szín nem festékanyag révén jön létre (bár ennél a szemszínnél is sötét a pigmenthám réteg a benne található melanin miatt), hanem a fény szóródásának eredménye. A fény hullámhosszával összemérhető méretű szórócentrumokon bekövetkező szórást nevezik Tyndall-jelenségnek. A szórt fényben a rövidebb hullámhosszú - azaz kék színű - komponensek intenzitása nagyobb.

### Zöld szem
A tiszta zöld szemszín a legritkább a Földön, világviszonylatban mindössze az emberek 1 százalékának van zöld szeme. Habár a zöld szemet sokan a kékhez gondolják közelebb állónak, valójában a barna szemnek egy kisebb pigmentációjú változata, amelyben a melanin mellett egy másik pigment, a lipokróm nevű színanyag is részt vesz.

### Barna szem
A barna szem előfordulásának aránya a legnagyobb a világon, az ezzel a szemszínnel rendelkező emberek szivárványhártyája tartalmazza a legtöbb melanint. A legelterjedtebb szemszín Ázsiában és Afrikában, míg a legritkábban Észak-Európában, illetve a Baltikumban fordul elő.

### Arany szem
Az arany vagy borostyánsárga szem a barna szem egy világosabb árnyalata, amelyben azonban a melanin mellett - a zöld szemszínhez hasonlóan, de annál jóval nagyobb mennyiségben - a lipokróm nevű festékanyag is részt vesz.

### Fekete szem
A fekete inkább költői, hangulati megfogalmazás, a fekete szemű emberek szemében is melanin van, de igen sötét árnyalatú, tehát ez a szemszín leginkább egy nagyon sötét barnaként fogható fel.

## Heterokrómia
A heterokrómia egy mutáció, amelyben az egyén egyik szemének a színe eltér a másikétól. A jelenség a pigmentáltságban való, genetikai eredetű eltéréssel magyarázható és ebből fakadóan létezik teljes és részleges változata is, attól függően, hogy mekkora különbség tapasztalható a két szem színében. Egyes esetekben bekövetkezhet nem genetikai eredetű változásként, amikor pl valamilyen traumatikus hatás nem egyenlő mértékben fejeződik ki a két szemben. Az emberen kívül más állatoknál is előfordul.
|  |  |  |

## Képek

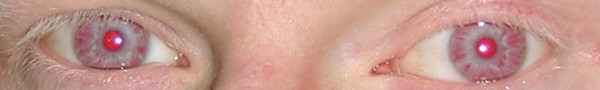
Albínó szemek
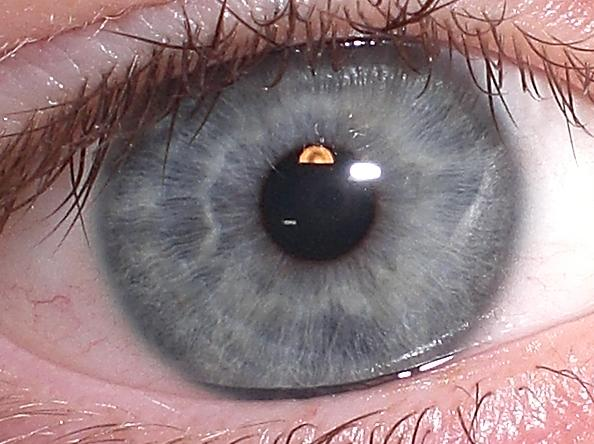
Szürke szem
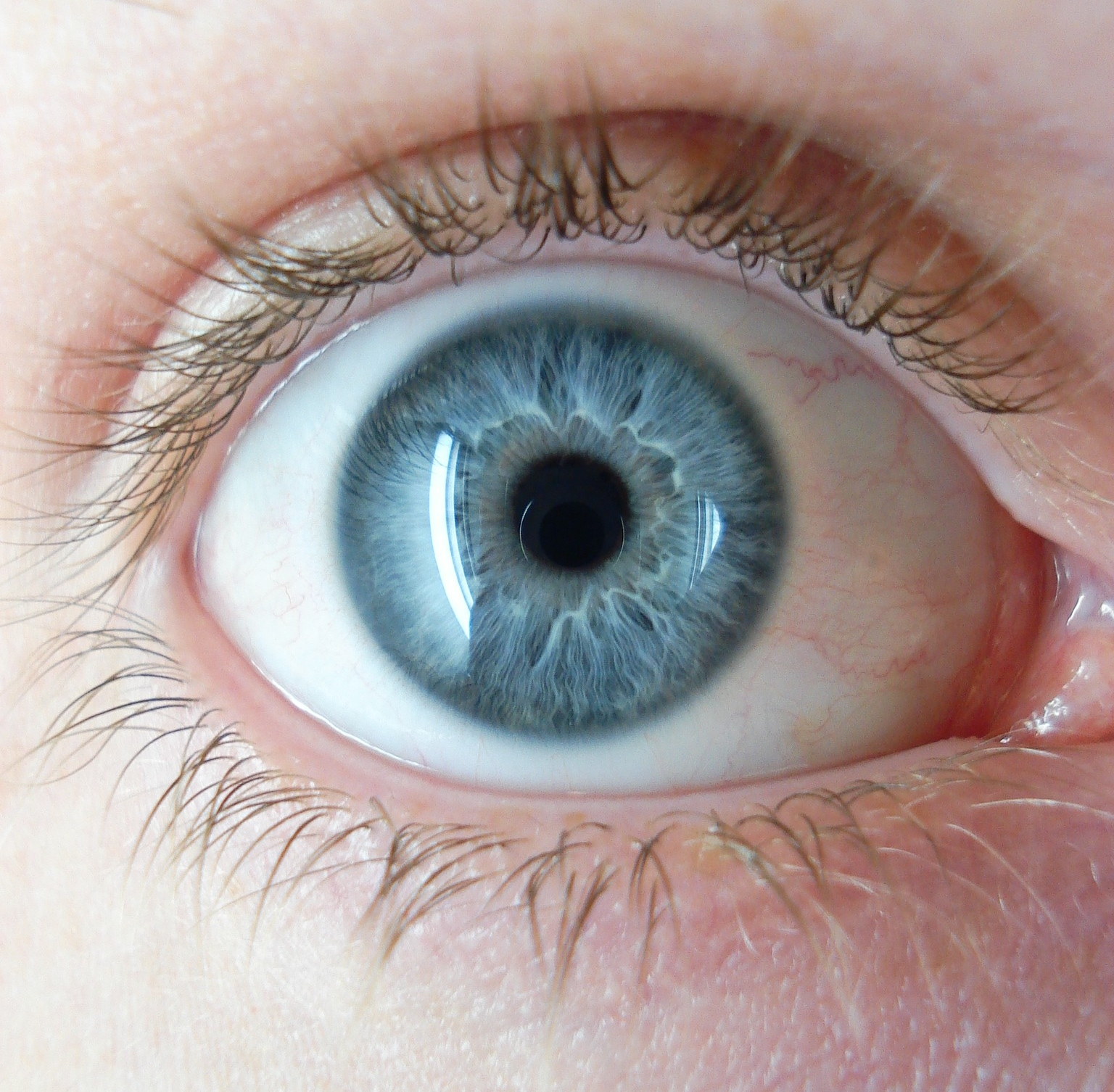
Kék szem
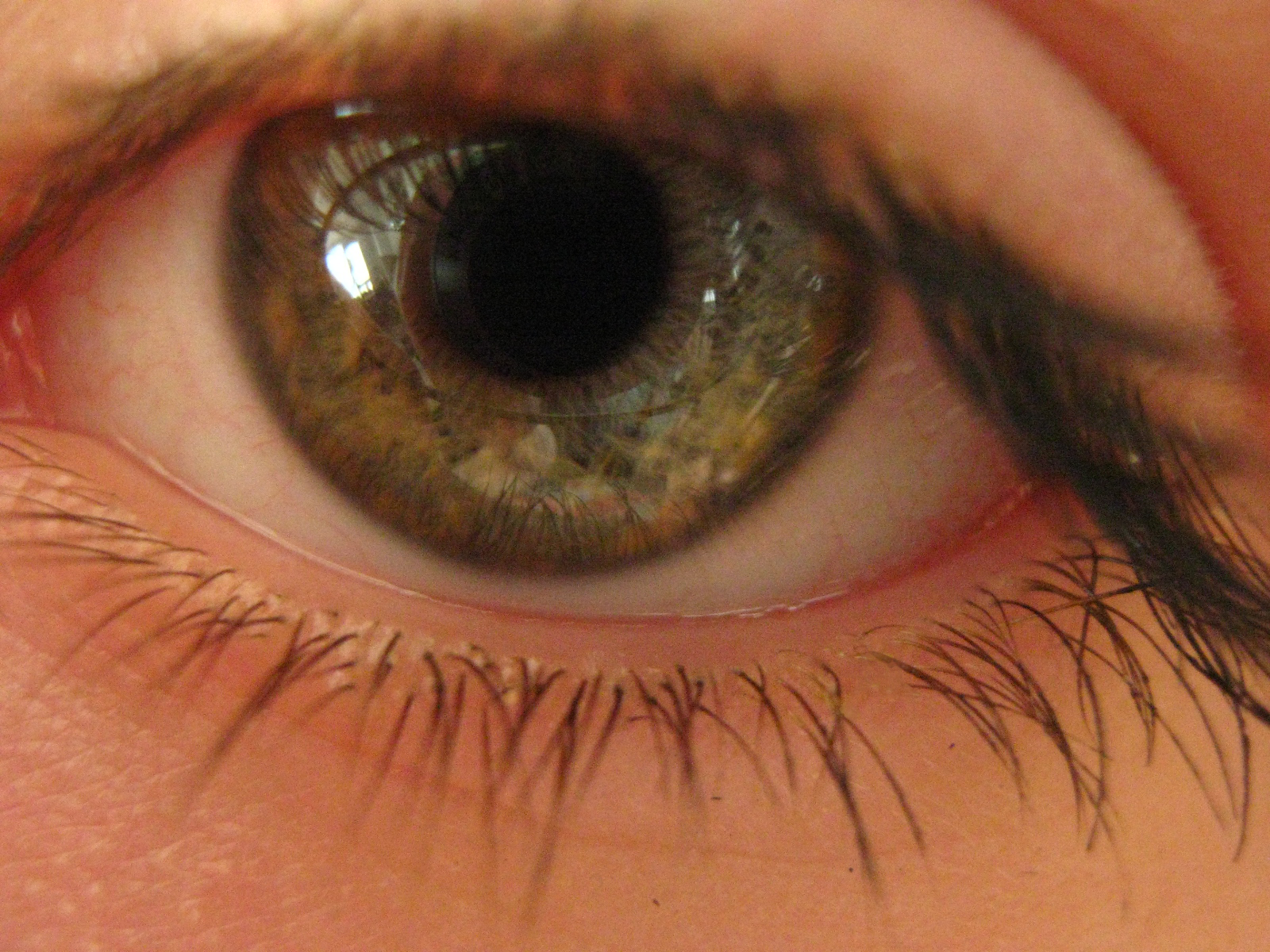
Zöld szem
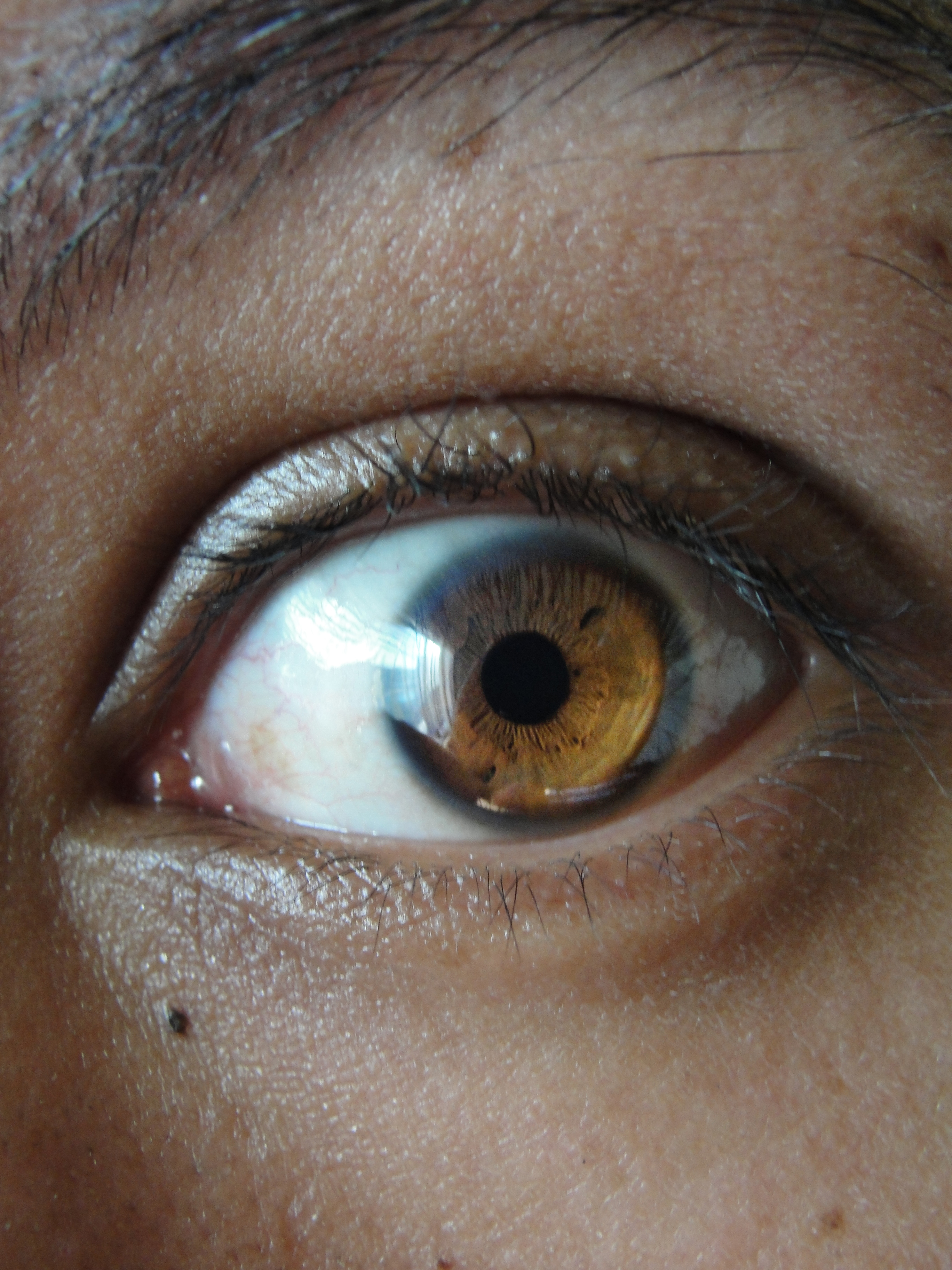
Arany szem
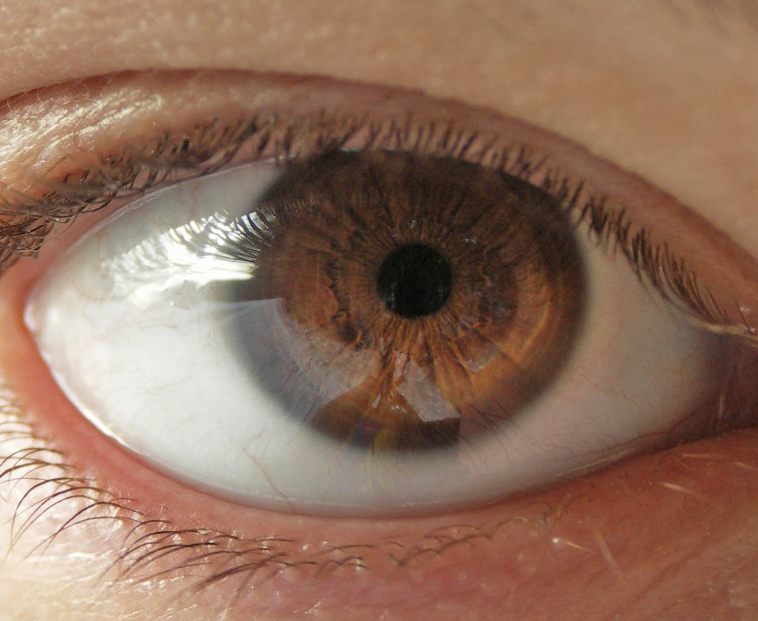
Barna szem

## Fordítás
- Ez a szócikk részben vagy egészben  az   Eye color című angol Wikipédia-szócikk fordításán alapul.  Az eredeti cikk szerkesztőit annak laptörténete sorolja fel. Ez a jelzés csupán a megfogalmazás eredetét és a szerzői jogokat jelzi, nem szolgál a cikkben szereplő információk forrásmegjelöléseként.